# Grand tourisme
Pour les articles homonymes, voir GT.

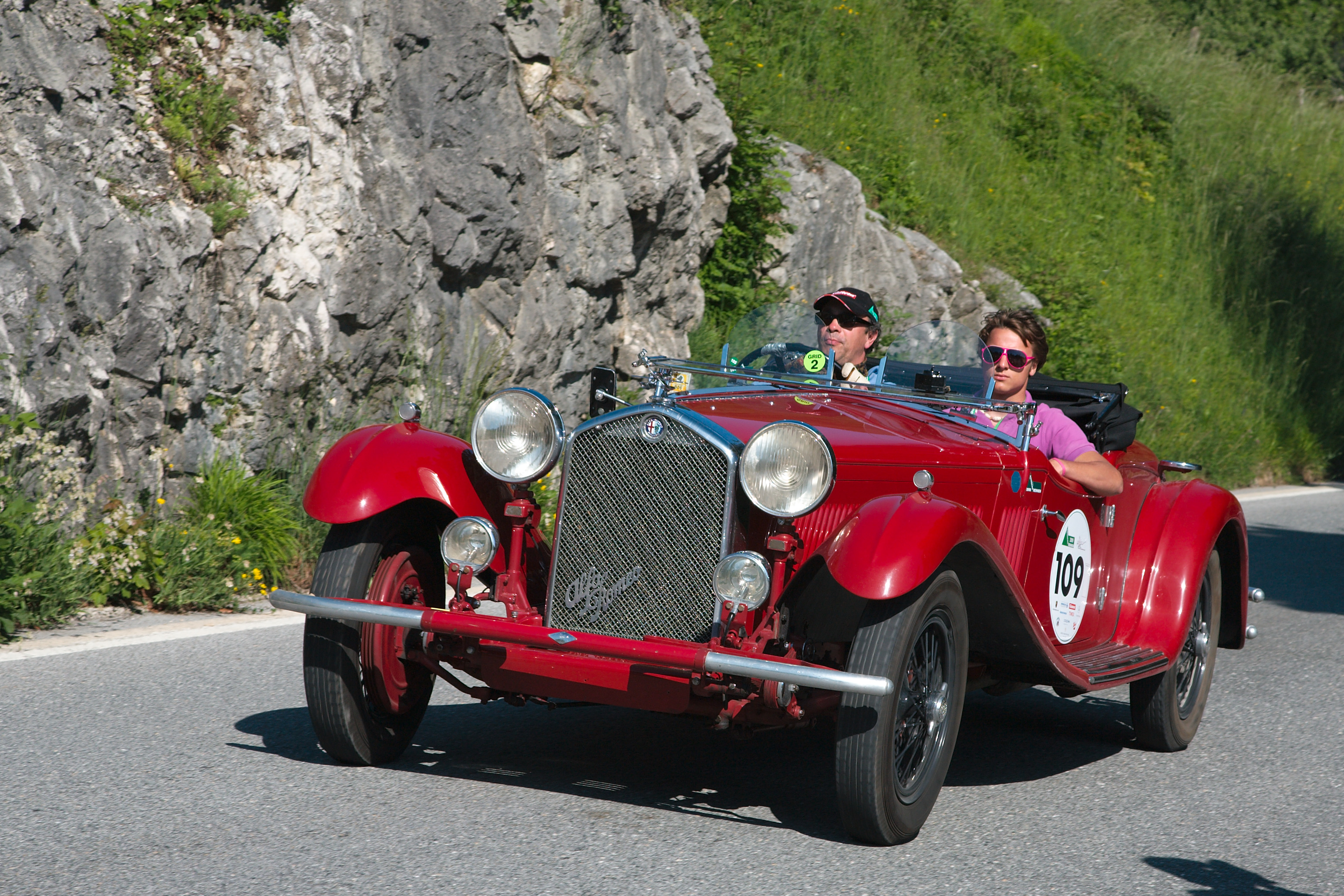
Alfa Romeo 6C 1750 Gran Turismo Compressore (1932).

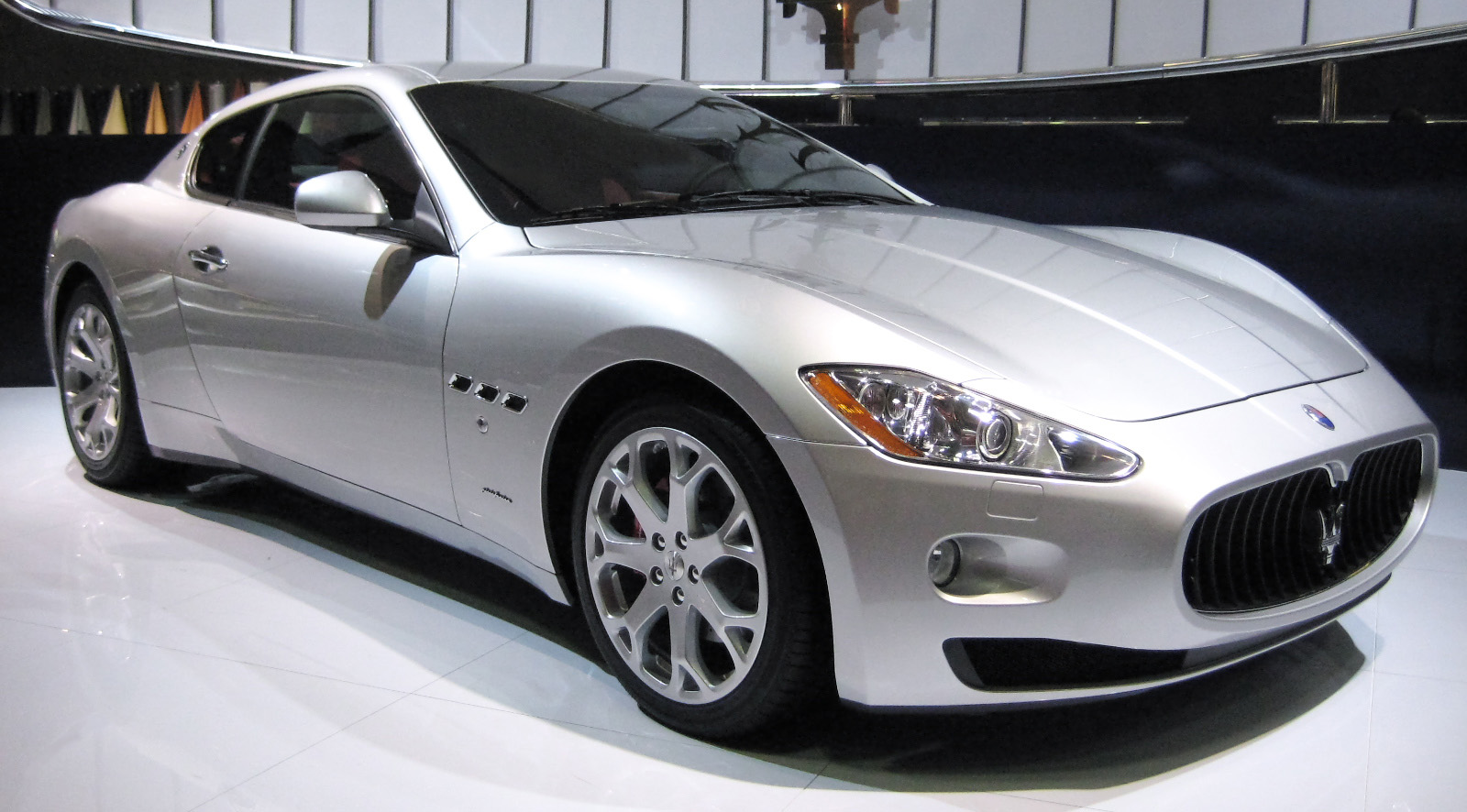
Maserati GranTurismo (2007).

Le terme Grand tourisme, ou GT (de l'italien « gran turismo »), désigne une catégorie de voitures routières de petite production généralement luxueuses et sportives ainsi que plusieurs catégories de voitures de compétition.
De nos jours, cette catégorie regroupe des automobiles à hautes performances destinées à parcourir de longues distances à grande vitesse dans le confort et en sécurité. Ces modèles se présentent indifféremment sous la forme d'une berline ou d'un coupé deux places, avec parfois deux petites places supplémentaires à l'arrière (Coupé 2+2).

## Compétition

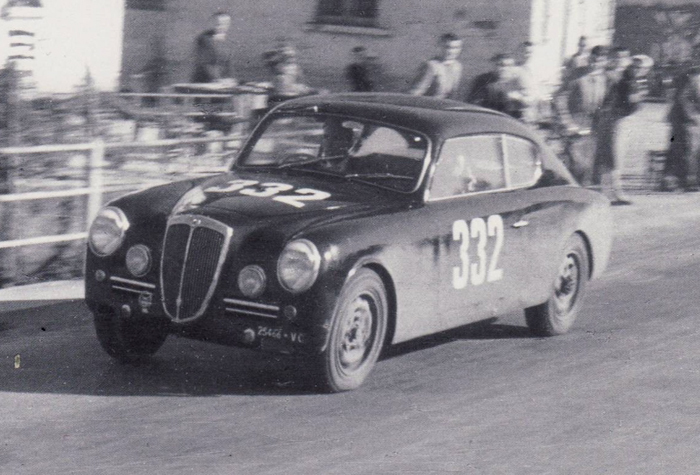
Une Lancia Aurelia B20 GT lors des Mille Miglia 1951.

Le concept de voiture de grand tourisme est né en Europe au début des années 1950, en particulier avec l'introduction en 1951 de la Lancia Aurelia B20 GT. La définition du grand tourisme implique des différences matérielles en termes de performances, de vitesse, de confort et de commodités. Cela a donné naissance à des véhicules de grand tourisme de petite cylindrée, alors qu'aujourd'hui ce terme ne désigne plus que des véhicules de grosse cylindrée, le plus souvent de marques de prestige. Au départ, ce type de voiture participait à des courses dont la plupart étaient des épreuves de longue distance et d'endurance telles les 24 Heures du Mans, les Mille Miglia, la Targa Florio et la Carrera Panamericana, se distinguant ainsi de l'autre catégorie de voitures de sport qui deviendront à partir de 1963 les Sport-prototypes.
Le terme désigne aujourd'hui une classe de véhicules dans les épreuves de vitesse sur circuit (Championnat de France FFSA GT, Championnat du monde FIA GT1) ainsi que dans les courses d'endurances de type Le Mans Series. Les catégories GT (GT4, GT3, GT2 et GT1) se caractérisent par la nécessité de développer une voiture à partir d'un modèle homologué et vendu pour la route, ce qui les différencie des catégories Sport-prototypes.
Il existe également des catégories GT en rallye, ainsi qu'en courses de côtes. En 2015 est organisée en rallye la première FIA R-GT Cup internationale, avec deux manches du championnat du monde et trois du championnat d'Europe.

## Abréviation GT et ses dérivés

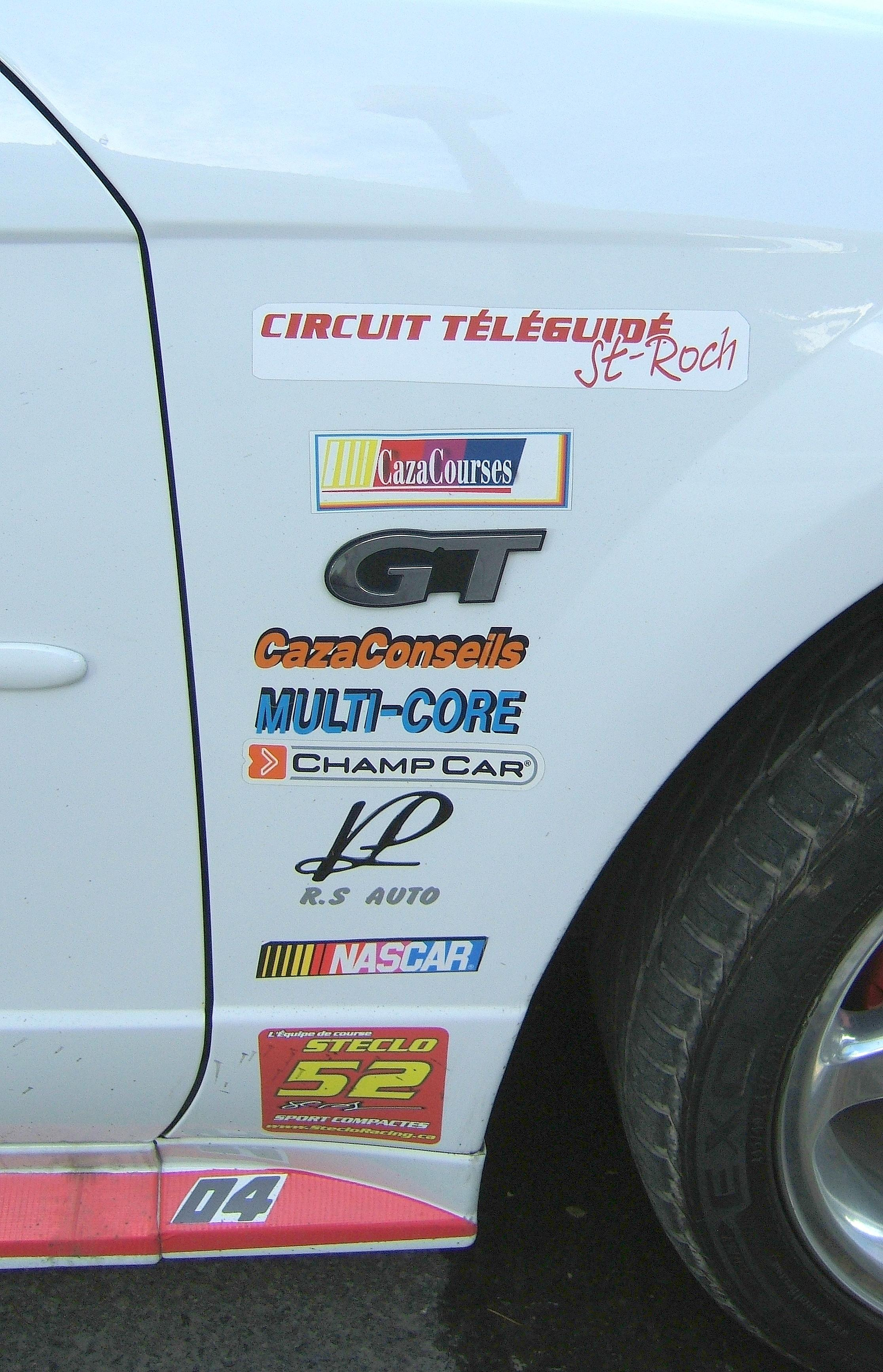
On remarque le logo « GT » sur certains modèles de voitures comme la Ford Mustang GT.

Le terme a donné naissance à de nombreux dérivés utilisés par les constructeurs de façon plus ou moins en rapport avec le sens de « grand tourisme ». Le plus connu, GTI, est aussi celui qui s'en est le plus éloigné.
- GTI ou GTi — GT Injection, création de Maserati, popularisée par Volkswagen, puis reprise par Peugeot
- GTD — GT Diesel, Volkswagen
- GTE — GT Electric chez Volkswagen, GT Einspritzung (« injection » en allemand), chez Opel
- GTO — GT Omologato (« homologuée pour la compétition »), création de Ferrari, reprise par Pontiac, Mitsubishi
- GTA — GT Alleggerita (« allégée » en italien), création de Alfa Romeo
- GTB — GT Berlinetta, création de Ferrari
- GTC — GT Compressore chez Alfa Romeo, GT Coupe chez Ferrari, GT Cabriolet chez Bentley, GT Compact chez Opel
- GTS — GT Spider, création de Ferrari
- GTTurbo — GT Turbo-compresseur, création de Renault
- GTR ou GT-R — GT Racing, McLaren, Mercedes, Nissan
- GTV — GT Veloce, création de Alfa Romeo
- GTX — GT Xtreme

En compétition (exemple 24 Heures du Mans) « GTE » signifie « Grand tourisme Endurance ».

## Automobiles de course actuelles de classe GT
Quelques exemples :
- Aston Martin Vantage AMR
- Audi R8 LMS GT3
- Bentley Continental GT3
- BMW M8 GTE, BMW M6 GT3
- Chevrolet Corvette C8-R
- Ferrari 488 GT3, Ferrari 488 GTE
- Ford GT (GTE)
- Lamborghini Huracan GT3
- Mercedes AMG GT3, Mercedes AMG GT4
- Porsche 911 GT3 R, Porsche 911 RSR

## Automobiles de route de grand tourisme

### Coupés de grand tourisme
Quelques exemples :
- Alfa Romeo GTV, Alfa Romeo Brera
- Aston Martin DB7, DB9, V8 Vantage, Virage, etc.
- Bentley Continental GT
- BMW Série 6, Série 8
- Chrysler Crossfire, SRT-6
- Citroën SM
- Datsun 240Z
- Facel Vega FVS
- Ferrari 599 GTB, 612 Scaglietti, 550 Maranello, etc.
- Ford GT
- Honda NSX
- Jaguar XK, XJS, Type E, Jaguar Type F R
- Lamborghini Islero, 350GT
- Lexus LC
- Lotus Esprit
- Maserati GranTurismo, 4200GT, 3200GT, Sebring, etc.
- Mazda RX-8, Mazda RX-7
- Mercedes-Benz Classe CL, Classe SL
- Mitsubishi 3000 GT
- Nissan 300ZX
- Nissan GT-R
- Porsche Cayman
- Porsche 911
- Porsche 928
- Subaru Alcyone SVX
- Toyota Supra
- TVR Cerbera
- Volvo P1800
- Kia Stinger

### Berlines de grand tourisme
Véhicules de série ou prototypes :
- Aston Martin Lagonda
- Aston Martin Rapide
- Audi A7
- Audi A8
- BMW Série 6
- BMW Série 7
- BMW Série 8
- Bitter SC/4
- Bugatti EB 112
- Bugatti EB 218
- Bugatti 16C Galibier
- Citroën SM Opéra
- Citroën Metropolis
- De Tomaso Deauville
- Facel Vega Excellence
- Ferrari Pinin
- Fiat 130
- Iso Fidia
- Jaguar XJ
- Lagonda Rapide
- Lagonda Taraf
- Lamborghini Faena
- Lamborghini Estoque
- Lancia Thema Ferrari
- Lexus LS
- Maserati Quattroporte|
- Mercedes-Benz Classe CLS
- Mercedes-AMG GT 4 portes
- Mercedes-Benz Classe S
- Monica
- Monteverdi
- Peugeot 908 RC
- Porsche 989
- Porsche Panamera

## Jeu vidéo
Gran Turismo est aussi le nom d'une série de jeux vidéo de simulation de compétition automobile.